# Clara Bartonová
Clara Bartonová, plným občanským jménem Clarissa Harlowee Barton (25. prosince 1821 Oxford – 12. dubna 1912 Glen Echo) byla americká zdravotní sestra, průkopnice svého oboru, která založila Americký Červený kříž. V americké občanské válce byla zdravotní sestrou v nemocnici, učitelkou a pracovala v patentovém úřadě. Vzhledem k tomu, že ošetřovatelské vzdělání tehdy nebylo příliš formalizováno a nechodila na ošetřovatelskou školu, poskytovala ošetřovatelskou péči jako samouk. Bartonová je pozoruhodná tím, že vykonávala humanitární práci a prosazovala občanská práva v době, kdy ženy neměly volební právo. V roce 1973 byla uvedena do Národní ženské síně slávy v USA.